# Смоляр Олексій Миколайович
Олексій Миколайович Смоляр (нар. 16 травня 1986) — український морський капітан та підприємець, відомий як наймолодший капітан в історії України (2012) . Він є засновником та керівником компанії «Трайдент Марітайм», яка спеціалізується на наданні комплексних послуг у сфері судноплавства. 
Народився 16 травня 1986 року у місті Львів. Його мати, Людмила Олексіївна Смоляр (1958—2004), була відомою українською історикинею, однією з перших дослідниць жіночої історії та активною діячкою у впровадженні гендерної освіти в Україні.  Батько, Микола Миколайович Смоляр, інженер.  
Освіта
• Одеська Національна Морська Академія (ОНМА):
• Бакалавр з судноводіння.
• Спеціаліст з судноводіння.
• Національний університет «Одеська морська академія»
• Магістр судноводіння.
• Одеський регіональний інститут державного управління НАДУ (ОРІДУ НАДУ):
• Державне управління. 
Кар’єра
У віці 26 років Олексій став капітаном морського судна, що зробило його наймолодшим капітаном далекого плавання. Його професіоналізм та лідерські якості сприяли швидкому кар’єрному зростанню. 
У 2020 році він заснував компанію «Трайдент Марітайм», яка надає послуги з менеджменту суден та забезпечення екіпажів. Компанія швидко здобула репутацію надійного партнера в судноплавній галузі.
Олексій Смоляр має значний досвід у сфері морського транспорту та безпеки судноплавства. Протягом своєї кар’єри він розслідував численні морські інциденти як в Україні, так і за кордоном, аналізуючи причини аварій та розробляючи рекомендації щодо підвищення рівня безпеки в галузі.
Завдяки своїм експертним знанням та практичному досвіду, він неодноразово виступав консультантом і експертом для широкого кола морських інституцій, включаючи державні регуляторні органи, міжнародні асоціації, страхові компанії та юридичні фірми, що спеціалізуються на морському праві. Його висновки та аналітичні матеріали сприяли вдосконаленню стандартів безпеки судноплавства та оптимізації морських операцій.
Громадська діяльність
Олексій Смоляр активно бере участь у громадській діяльності, спрямованій на розвиток морської галузі в Україні.  
Конкурс на посаду голови Овідіопольської РДА
У 2015 році, під час губернаторства Міхеіла Саакашвілі в Одеській області, Олексій Смоляр взяв участь у конкурсі на посаду голови Овідіопольської районної державної адміністрації. Завдяки своїм професійним якостям та лідерському досвіду, він здобув перемогу в конкурсі та отримав пропозицію очолити адміністрацію.
Однак, після детального ознайомлення з внутрішніми процесами та структурою управління, Олексій зіткнувся з непоодинокими системними труднощами та усталеними підходами до роботи, які не відповідали його принципам прозорості та ефективного управління. Не бажаючи працювати в умовах, що не сприяли відкритим і конструктивним змінам, він прийняв рішення відмовитися від посади голови Овідіопольської РДА.
Цей крок підкреслив його прагнення до чесного та результативного управління, орієнтованого на розвиток регіону та дотримання високих стандартів роботи. 
Особисте життя
Олексій виховує доньку. Вільний час присвячує подорожам.